# Ralph Keyes
Pour les articles homonymes, voir Keyes.
Pas d'image ? Cliquez ici

a Compétitions nationales et continentales officielles uniquement.

b Matchs officiels uniquement.
Dernière mise à jour le 6 novembre 2018.
 Ralph Patrick Keyes, né le 1er août 1961 à Cork (Irlande), est un joueur de rugby à XV qui a évolué avec l'équipe d'Irlande au poste de demi d'ouverture.

## Biographie
Il dispute son premier test match le 1er mars 1986 (le jour de ses 25 ans) contre l'équipe d'Angleterre, son dernier contre l'équipe d'Écosse, le 15 février 1992. Après sa première sélection, il n'est pas appelé pendant cinq ans en équipe nationale jusqu'à sa sélection pour la  Coupe du monde 1991  dont il dispute quatre matches. Ralph Keyes est le meilleur réalisateur de l'épreuve avec 68 points. Il achève sa brève carrière internationale de huit capes à l'âge de 31 ans en jouant trois des quatre matches du Tournoi des Cinq Nations 1992.

## Palmarès
- Huit sélections : quatre dans le Tournoi, quatre en Coupe du monde.
- Sélections par années : 1 en 1986, 4 en 1991, 3 en 1992.
- Tournois des Cinq Nations disputés : 1986, 1992.